# Reas
Reas ist ein argentinisch-deutsch-schweizerischer Film in dokumentarischer Form unter der Regie von Lola Arias aus dem Jahr 2024. Der Film feierte im Februar 2024 auf der Berlinale seine Weltpremiere in der Sektion Forum.

## Handlung
Alle, die zu sehen sind, waren in der Vergangenheit im ehemaligen Gefängnis in Caseros, einer Stadt in der Provinz Buenos Aires, inhaftiert. Sie spielen ihr damaliges Leben am Ort des Geschehens in Form eines dokumentarischen Musicals nach, performen, singen und tanzen. Mit dabei ist zum Beispiel Yoseli, die wegen Drogenhandels am Flughafen von Ezeiza verhaftet wurde. Nacho kam wegen Betrugs ins Gefängnis und gründete dort eine Rockband. Die beiden lernten sich bei diesem Filmprojekt kennen.
Cis-Frauen und Trans*-Personen zeigen ein Reenactment eigener Erfahrungen und verarbeiten sie auf diesem Weg spielerisch weiter. Sie stellen Szenen aus ihrer Vergangenheit nach, und es ergeben sich Fragen wie: Wie sind diese Menschen im Gefängnis gelandet? Wie nutzen sie ihre Zeit dort, um ihr eigenes Leben umzuschreiben und eine Zukunft zu entwerfen?
Postdramatisches Theater wird zum Film. Er bewegt sich zwischen Realität und Fiktion.

## Produktion

### Filmstab
Regie führte Lola Arias, von der auch Idee und Drehbuch stammen. Die Kameraführung lag in den Händen von Martín Benchimol, die Musik komponierte Ulises Conti und für den Filmschnitt war Ana Remon verantwortlich.
In wichtigen Rollen sind unter anderem Ignacio Amador Rodriguez und Yoseli Arias zu sehen. Außerdem wirken Noelia Pérez, Estefanía Hardcastle, Paula Asturaymes, Nacho Rodriguez, Carla Canteros, Cintia Aguirre, Jade de la Cruz Romero, Julieta Fernandez, Pato Aguirre Santangelo, Laura Amato, Silvana Gomez und Daniela Borda mit.

### Produktion und Förderungen
Produziert wurde der Film von Gema Juarez Allen, Clarisa Oliveri, Ingmar Trost und Vadim Jendreyko. Produktionsfirmen waren die argentinische Gema Films, Sutor Kolonko in Köln und Mira Film Basel GmbH. Koproduzenten sind SWR und Arte.
Die Film- und Medienstiftung NRW unterstützte das Projekt mit 60.000 Euro, weitere Förderung kam von BKM und WCF Europe, dem Bundesamt für Kultur (BAK) und dem Fachausschuss Film und Medienkunst BS/BL.
Der weltweite Vertrieb liegt in den Händen von Luxbox.

### Projektidee, Dreharbeiten und Veröffentlichung

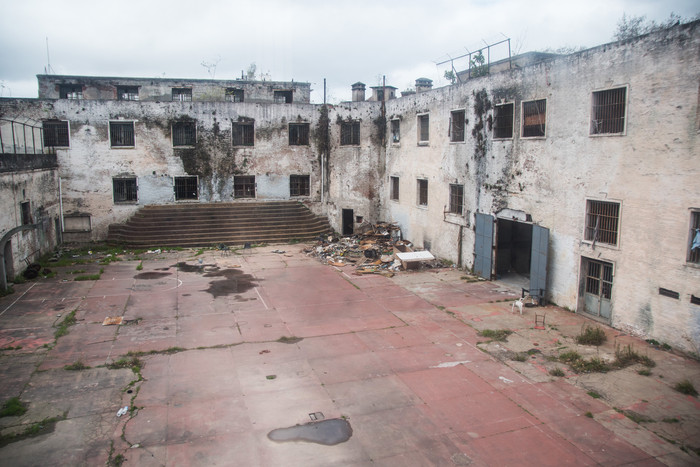
Innenhof des ehemaligen Gefängnisses in Caseros, 2018

Das Projekt begann 2009 mit Workshops, die Lola Arias zusammen mit der Choreografin Leticia Mazur im Ezeiza-Gefängnis durchführte. Dabei zeigt sich, dass die Teilnahme an den Veranstaltungen Freiheit innerhalb der Gefängnismauern ermöglichte. Absicht der Regisseurin war es, eine weitere Stigmatisierung der Gefangenen zu vermeiden und einen Schwerpunkt auf die Kreativität, Energie und Solidarität der Menschen zu legen, denen man ihre Freiheit genommen hatte. Der ursprüngliche Plan, im Ezeiza-Gefängnis zu drehen, ließ sich wegen der Beschränkungen durch die COVID-19-Pandemie nicht umsetzen. Gedreht wurde im ehemaligen Gefängnis in Caseros, Provinz Buenos Aires.
Neben Spanisch werden auch andere Sprachen gesprochen.
Der Film feierte im Februar 2024 auf der Berlinale seine Weltpremiere in der Sektion Forum.
Reas  ist einer von zwölf Filmen, die über den World Cinema Fund gefördert und zur Berlinale 2024 eingeladen wurden.

## Rezeption
Der Film wurde stark rezipiert. Auf ics.film.org erhielt er vier von fünf möglichen Sternen und wurde als „Meisterwerk der Möglichkeiten“ bezeichnet. Reas zeige, wie Kunst, Hoffnung und Vorstellungskraft aus geschlossenen Räumen offene machen können. Lida Bach vergab auf moviebreak.de sechs von zehn möglichen Punkten. Sie lobte die Ausstrahlung und Hingabe der Persönlichkeiten, hielt aber das semi-dokumentarische Musical für mehrfach manipuliert und die Darstellung der Gefängniswelt für idealisiert. Camila Gonzatto würdigte dagegen auf goethe.de, dass der Film brisante Themen wie etwa Folter zur Zeit der argentinischen Militärdiktatur nicht verschweige, aber durch den Einsatz von Musik Leichtigkeit vermittle.

## Auszeichnungen und Nominierungen
- 2020: Visions du Réel, Head-Genève Postproduction Award[17]
- 2023: Festival Internacional de Cine de San Sebastián, Auswahl WP Latam[18][19]
- 2024: Internationale Filmfestspiele Berlin